# Fuego Contra Fuego
Fuego Contra Fuego je debutová španělská píseň portorického zpěváka Rickyho Martina, vyšla z jeho první desky nesoucí název jednoduše Ricky Martin.

## Videoklip
Videoklip byl natočen, dodnes zatím není znám režisér.

## Hitparády
Píseň dosáhla třetí příčky v americké hitparádě Hot Latin Songs.

## Tracklist
Latin America promotional 12" single
1. "Fuego Contra Fuego" (4:19)

## Umístění
| Hitparáda (1991/1992)                 | Umístění |
| ------------------------------------- | -------- |
| Amerika, US Billboard Hot Latin Songs | 3        |

## Úryvek textu
Fuego contra fuego es amar
Fuego del que no puedo escapar
Donde nadie oye mi voz
Allí te espero yo.